# Sint Johannes Evangelist (Nieuwerkerk)

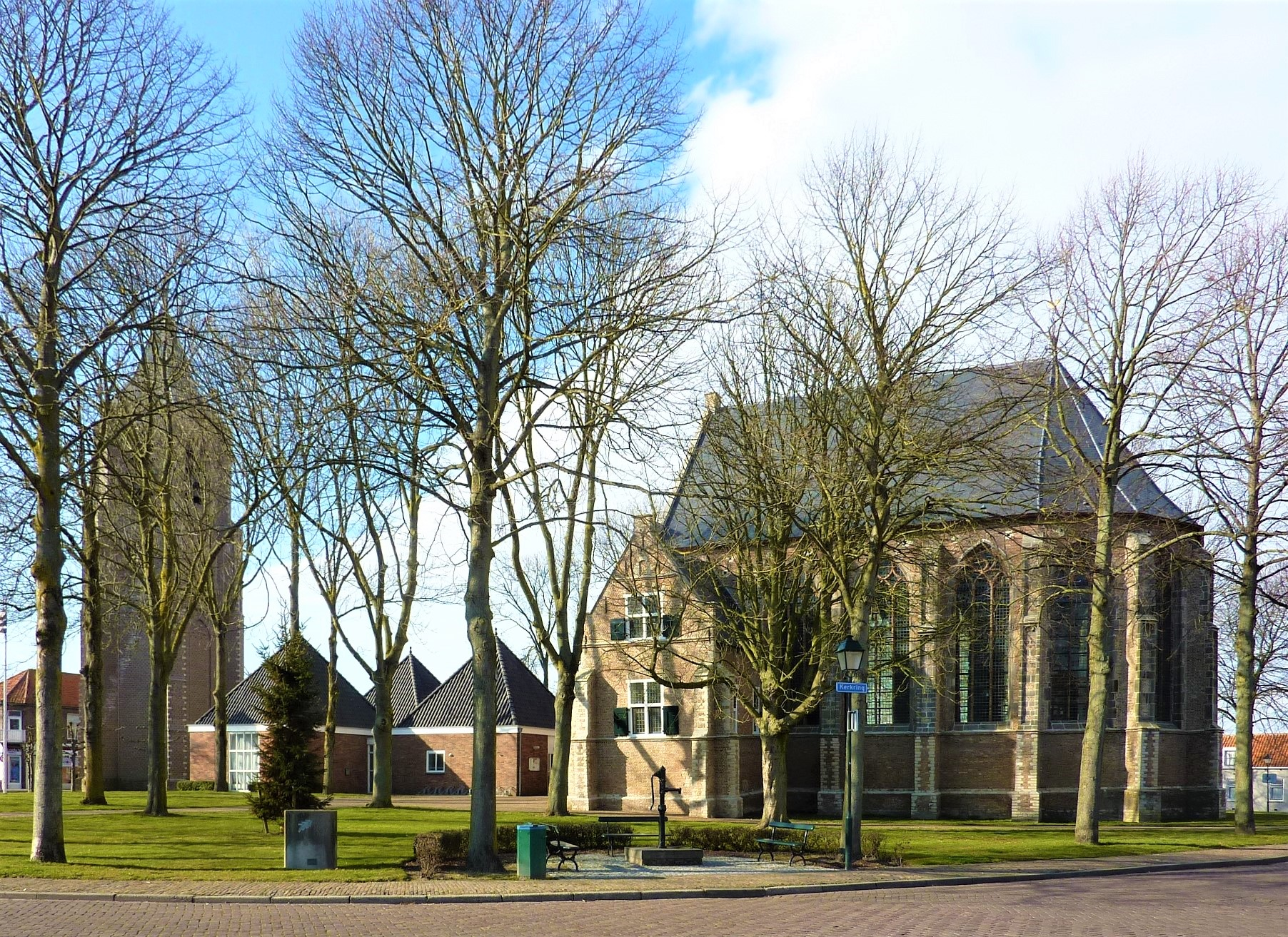
Gesamtansicht der Kirchenanlage

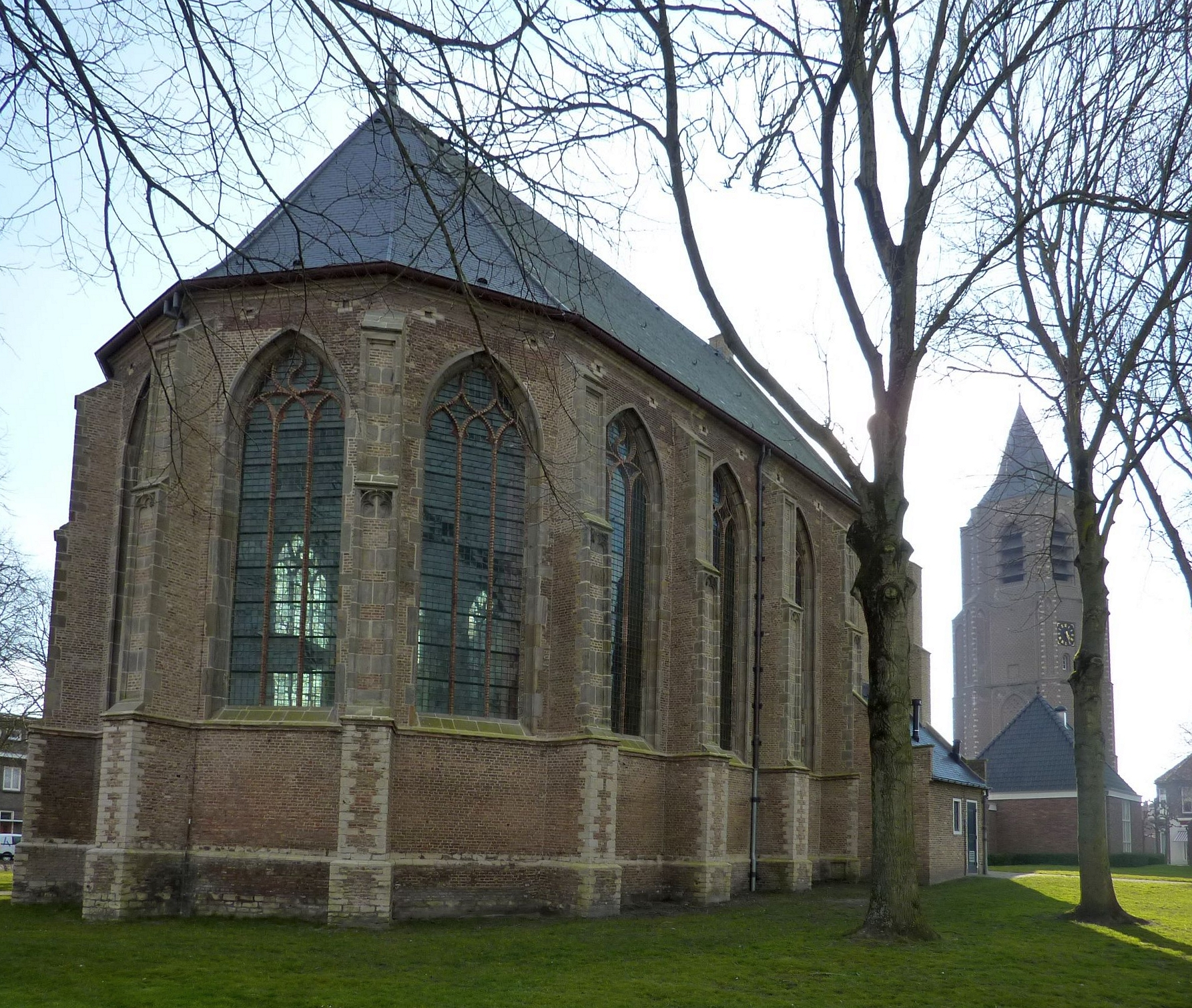
Der spätgotische Chor

Sint Johannes Evangelist  ist die evangelische Pfarrkirche von Nieuwerkerk, einem Ortsteil der Gemeinde Schouwen-Duiveland in der niederländischen Provinz Zeeland. Die ursprünglich beachtlichen Ausmaße der spätgotischen Kirche zeugen von ihrer Bedeutung als Kollegiatstiftskirche.

## Geschichte
1233 wurde bereits eine Kirche in Nieuwerkerk erwähnt. Nieuwerkerk wurde eigenständige Parochie durch die Abpfarrung von Ouwerkerk. Sint Johannes Evangelist wurde im 15. Jahrhundert durch einen spätgotischen Neubau ersetzt. 1490 erfolgte die Erhebung der Kirche zur Kollegiatstiftskirche, für die Kanoniker wurde um 1500 der große Langchor angefügt, mit dem die Kirche auf eine Gesamtlänge von 65 Metern kam. Ungewöhnlich für die Region ist der sechskantige Aufsatz des Kirchturmes.
1583 wurde nach einem Brand das Langhaus abgebrochen. Die Gottesdienste fanden danach nur noch im Chor statt, der für die Bevölkerung von Nieuwerkerk nach Einführung der Reformation ausreichend Platz bot. Bis 1953 befand sich zwischen Turm und Chor ein Schulgebäude, heute befinden sich hier Gemeinderäume. Die Kirchengemeinde gehört zur 2004 geschaffenen Protestantse Kerk in Nederland.